# 募集情報等提供事業
募集情報等提供事業（ぼしゅうじょうほうとうていきょうじぎょう）とは、求人情報や求職者情報をインターネットや電話などの手段で提供する事業のこと。

## 特定募集情報等提供
労働者になろうとする者に関する情報を収集して行う募集情報等提供を特定募集情報等提供という。
特定募集情報等提供事業を行おうとする者は、事業開始前に、特定募集情報等提供事業届出書（様式第８号の３）を提出することにより、厚生労働大臣に届け出なければならない。

## 優良募集情報等提供事業者認定制度
厚生労働省は、優良な募集情報等提供事業者を認定する制度を導入している。この認定制度は、求職者や企業に対して、信頼性の高い情報提供を行う事業者を選別することを目的としている。
令和4年度に創設され、最初の認定では次の15社が認定された。
- 株式会社アイデム
- 株式会社アスコム
- 株式会社アルバイトタイムス
- 株式会社イフ
- 株式会社インターワークス
- 株式会社エス・エム・エス
- エン・ジャパン株式会社
- 株式会社求人おきなわ
- 株式会社ダイヤモンド・ ヒューマンリソース
- 株式会社ディスコ
- ディップ株式会社
- パーソルキャリア株式会社
- 株式会社マイナビ
- 株式会社メドレー
- 株式会社リクルート